# Lucien Botovasoa
Blahoslavený Lucien Botovasoa (1908, Vohipeno – 14. dubna 1947, Ambohimanarivo) byl madagaskarský římskokatolický laik, učitel, františkánský terciář a mučedník.

## Život
Narodil se roku 1908 ve Vohipenu jako nejstarší z devíti dětí. Pokřtěn byl roku 1918 a v roce 1922 přijal první svaté přijímání.
V letech 1922–1927 studoval na jezuitské koleji svatého Josefa a poté se stal učitelem. Při výuce se zaměřoval na náboženské i světské vzdělávání. Několika studentům vždy předčítal životy svatých.
Dne 10. října 1930 se oženil se Suzannou Soazana. Byl otcem šesti dětí, včetně toho, které jeho manželka porodila až po Lucienově úmrtí.
Dne 18. srpna 1935 vstoupil ke křižovníkům Srdce Ježíšova a do roku 1947 zde sloužil jako pokladník.
Mluvil plynně čínsky, německy a francouzsky. Mimo jazykové nadání měl i hudební talent. Zpíval a řídil farní sbor.
Byl velmi zbožným mužem, a proto hledal v životech svatých způsob, jak zkombinovat dva způsoby života. Protože obdivoval život svatého Františka z Assisi, rozhodl se roku 1940 vstoupit do Sekulárního františkánského řádu.
V roce 1947 několik lidi žádalo Luciena, aby vstoupil do politiky, on však odmítl. Na jaře tohoto roku vypuklo v jeho zemi pronásledování křesťanů, kdy nejprve byli vězněni kněží a řeholníci, později byly vražděny skupiny křesťanů kvůli své víře.
Dne 14. dubna 1947 se dozvěděl, že pro něj přijdou tito pronásledovatelé a on i přes tuto skutečnost odmítl utéct a radši strávil zbytek dne se svou manželkou a dětmi. Tu noc byl zatčen, souzen místním náčelníkem a popraven muži, kteří byli jeho studenty. Byl sťat mečem na břehu řeky Mattanana poblíž Ambohimanariva. Jeho tělo bylo vhozeno do řeky.

## Proces blahořečení
Proces blahořečení byl zahájen 11. října 2011 v diecézi Farafangana.
Dne 4. května 2017 uznal papež František jeho mučednictví. Blahořečen byl 15. dubna 2018.